# МКС-50
МКС-50 — пятидесятая долговременная экспедиция Международной космической станции (МКС).
Началась экспедиция в момент отстыковки от станции корабля «Союз МС-01» 30 октября 2016 года, 00:35 UTC. В состав экспедиции вошёл экипаж корабля «Союз МС-02» из 3 человек, ранее прибывших на станцию и работавших в предыдущей экспедиции МКС-49. Позже, 19 ноября 2016 года, 21:58 UTC экспедиция пополнилась экипажем космического корабля «Союз МС-03». С этого момента в экспедиции работает 6 человек. Завершилась экспедиция 10 апреля 2017 года, 07:57 UTC, в момент отстыковки от станции корабля «Союз МС-02». В этот момент экипаж пилотируемого корабля миссии Союз МС-03 начал работу экспедиции МКС-51.

## Экипаж
| Должность     | Первая Часть (с 30.10.2016 по 19.11.2016) | Вторая Часть (с 19.11.2016 по 10.04.2017) | № полёта | Корабль доставки |
| ------------- | ----------------------------------------- | ----------------------------------------- | -------- | ---------------- |
| Командир      | Роберт Кимбро, НАСА                       | Роберт Кимбро, НАСА                       | 2        | Союз МС-02       |
| Бортинженер-1 | Андрей Борисенко, Роскосмос               | Андрей Борисенко, Роскосмос               | 2        | Союз МС-02       |
| Бортинженер-2 | Сергей Рыжиков, Роскосмос                 | Сергей Рыжиков, Роскосмос                 | 1        | Союз МС-02       |
| Бортинженер-3 |                                           | Пегги Уитсон, НАСА                        | 3        | Союз МС-03       |
| Бортинженер-4 |                                           | Олег Новицкий, Роскосмос                  | 2        | Союз МС-03       |
| Бортинженер-5 |                                           | Тома Песке, ЕКА                           | 1        | Союз МС-03       |

## Ход экспедиции

### Выходы в открытый космос
1. 6 января 2017 года,  Роберт Кимбро и  Пегги Уитсон, из модуля Квест, длительность 6 часов 32 минуты, астронавты завершили плановые работы по установке трех литий-ионных аккумуляторных батарей в рамках модернизации системы электроснабжения МКС, фотосъёмка альфа-магнитного спектрометра AMS-02[3].
2. 13 января 2017 года,  Роберт Кимбро и  Тома Песке, из модуля Квест, длительность 5 часов 58 минут, астронавты успешно осуществили установку и подключение трех литий-ионных аккумуляторных батарей, а также выполнили еще шесть дополнительных заданий по техническому обслуживанию станции[4].
3. 24 марта 2017 года,  Роберт Кимбро и  Тома Песке, из модуля Квест, длительность 6 часов 34 минуты, астронавты успешно заменили две камеры на внешней поверхности японского модуля, смазали канадский манипулятор МКС Canadarm2, заменили лампочки на осветительных приборах станции, а также подготовили к последующему переносу с модуля "Спокойствие" (Tranquility) на модуль "Гармония" (Harmony) герметичного  стыковочного переходника PMA-3 для последующей установки на него Международного стыковочного адаптера IDA[5].
4. 30 марта 2017 года,  Роберт Кимбро и  Пегги Уитсон, из модуля Квест, длительность 7 часов 4 минуты, астронавты осуществили подключение и зачехлили переходник PMA-3, а также установили теплозащиту на освободившийся после переноса PMA-3 стыковочный порт на модуле "Спокойствие"[6].

### Принятые грузовые корабли
1. HTV-6, запуск 9 декабря 2016 года, стыковка 13 декабря 2016 года.
2. SpaceX CRS-10, запуск 19 февраля 2017 года, стыковка 23 февраля 2017 года.
3. Прогресс МС-05, запуск 22 февраля 2017 года, стыковка 24 февраля 2017 года.

### Аварийный запуск к МКС
- Прогресс МС-04, запуск 1 декабря 2016 года.